# Крес (Дордоња)
Крес (фр. Creysse) насеље је и општина у југозападној Француској у региону Аквитанија, у департману Дордоња која припада префектури Бержерак.
По подацима из 2011. године у општини је живело 1838 становника, а густина насељености је износила 166,79 становника/km². Општина се простире на површини од 11,02 km². Налази се на средњој надморској висини од 40 метара (максималној 126 m, а минималној 17 m).

## Демографија
| 1962. | 1968. | 1975. | 1982. | 1990. | 1999. | 2011. |
| ----- | ----- | ----- | ----- | ----- | ----- | ----- |
| 2.147 | 2.171 | 1.797 | 1.897 | 2.336 | 2.260 | 1.838 |

График промене броја становника у току последњих година